# 8601 Ciconia
A 8601 Ciconia (ideiglenes jelöléssel 3155 T-2) a Naprendszer kisbolygóövében található aszteroida. Cornelis Johannes van Houten, Ingrid van Houten-Groeneveld és Tom Gehrels fedezte fel 1973. szeptember 30-án.